# Стадион Стурџ парк
Стадион Стурџ парк је било игралиште за крикет које се налази на пет хектара земље поред Плимута, Монтсерат, британске прекоморске територије у Карипском мору. Објекат који је користио крикет тим Монтсерат, а ретко и крикет тим са Острва заветрине, уништен је у ерупцији вулкана Суфријер 1997. године.
Крикет се први пут играо у овом парку у октобру 1925. године, када је Сент Китс играо против Антигве на Хескет Бел шилду 1925/26. Монсерат је тамо први пут играо у истом такмичењу против Доминике, пре него што је на стадиону одржано финале турнира између Монсерата и Антигве, где је победила Монсерат.
Почевши од 1995. године, вулкан Суфријер Хилс на острву је еруптирао, узрокујући огромну штету на великом делу острва. Крикет је наставио да се игра у парку Старџ до 1997. године. Последњу утакмицу Монсерат је играо против Антигве и Барбуде у мају. У јуну 1997. велика ерупција вулкана уништила је Плимут и заједно са њим Старџ парк, затрпавши бину под слојевима пепела. Нови стадион Салем Овал отворен је 2000. године на северу острва.